# Municipio de Pearl (Illinois)
El municipio de Pearl (en inglés: Pearl Township) es un municipio ubicado en el condado de Pike en el estado estadounidense de Illinois. En el año 2010 tenía una población de 282 habitantes y una densidad poblacional de 4,31 personas por km².

## Geografía
Según la Oficina del Censo de los Estados Unidos, el municipio tiene una superficie total de 65.43 km², de la cual 63,79 km² corresponden a tierra firme y (2,5 %) 1,64 km² es agua.

## Demografía
Según el censo de 2010, había 282 personas residiendo en el municipio de Pearl. La densidad de población era de 4,31 hab./km². De los 282 habitantes, el municipio de Pearl estaba compuesto por el 97,87 % blancos, el 0,35 % eran afroamericanos y el 1,77 % eran de una mezcla de razas. Del total de la población el 1,06 % eran hispanos o latinos de cualquier raza.